# Ready (película)
Ready es una película india dirigida por Anees Bazmee y protagonizada por Salman Khan y Asin. Es una nueva versión de la película telugu Ready (2008). Cuenta con la participación de los actores Ajay Devgan, Sanjay Dutt, Kangana Ranaut, Zarine Khan y Arbaaz Khan.

## Reparto
- Salman Khan - Prem
- Asin - Sanjanna
- Arya Babbar
- Paresh Rawal
- Mahesh Manjrekar
- Akhilendra Mishra
- Manoj Joshi
- Sudesh Lahiri
- Manoj Pahwa
- Sharat Saxena
- Arbaaz Khan - actuación especial
- Zarine Khan- actuación especial («Character Dheela»)
- Ajay Devgan - actuación especial
- Kangana Ranaut - actuación especial
- Sanjay Dutt - actuación especial

## Producción
La película se iba a rodar originalmente en Mauricio. Sin embargo, a pedido de Salman Khan, la ubicación se cambió a Sri Lanka. Khan describió su decisión de elegir Sri Lanka por su proximidad a la India y su paisaje adecuado para las producciones indias.
El rodaje comenzó el 20 de junio de 2010 en Colombo. El primer programa de rodaje duró más de 27 días en locaciones de Colombo y la vecina Bentota, durante los cuales se completó aproximadamente el 40% del rodaje.
El segundo cronograma de rodaje estaba programado para comenzar en octubre de 2010, pero se retrasó debido a problemas oculares que enfrentó Salman Khan. El actor principal le pidió a Anees Bazmee que retrasara el rodaje hasta que su condición mejorara. El rodaje comenzó de nuevo en Mumbai a partir del 3 de noviembre de 2010. Se rodaron partes de Ready en Film City en Mumbai y Cherish Studios en Madh Island en el norte de Mumbai.
El programa final de rodaje comenzó en febrero de 2011 en Bangkok. Según los informes, los actores Ajay Devgan, Sanjay Dutt y Kangana Ranaut, que estaban filmando en Bangkok para la película de David Dhawan, Rascals, fueron llamados por Salman Khan para formar parte de la película. El trío filmó durante un día haciendo cameos. También se confirmó que Arbaaz Khan y Zarine Khan filmaron pequeños cameos en la película. El programa final de rodaje se completó en marzo de 2011. Dos canciones de Ready, "Character Dheela" y "Dhinka Chika", que se filmaron en Bangkok, se volvieron a filmar en los estudios Film City de Mumbai. Según el productor Bhushan Kumar, "todo el equipo [de producción] sintió que las imágenes no se ajustaban a la canción". La canción "Character Dheela", que presenta a Salman Khan y Zarine Khan (en un cameo) es un tributo a los actores veteranos Raj Kapoor, Dilip Kumar y Dharmendra.

## Banda sonora
La música está escrita por Pritam. Según el compositor Anu Malik «Character Dheela» es una copia unautorizada de su canción «Mohabbat Naam Hai Kiska» de la película Ajnabee (2001).
| Título                     | Cantante(s)                       | Música          | Letra                | Duración |
| -------------------------- | --------------------------------- | --------------- | -------------------- | -------- |
| «Character Dheela»         | Neeraj Shridhar, Amrita Kak       | Pritam          | Amitabh Bhattacharya | 03:47    |
| «Humko Pyar Hua»           | Tulsi Kumar, KK                   | Pritam          | Neelesh Misra        | 05:28    |
| «Dhinka Chika»             | Mika Singh, Amrita Kak            | Devi Sri Prasad | Ashish Pandit        | 04:32    |
| «Meri Ada Bhi»             | Rahat Fateh Ali Khan, Tulsi Kumar | Pritam          | Kumaar               | 04:05    |
| «Character Dheela» - Remix | Neeraj Shridhar                   | Pritam          | Amitabh Bhattacharya | 03:06    |
| «Dhinka Chika» - Remix     | Mika Singh, Amrita Kak            | Devi Sri Prasad | Neelesh Misra        | 04:45    |
| «Humko Pyar Hua» - Remix   | Tulsi Kumar, KK                   | Pritam          | Neelesh Misra        | 04:45    |
| «Meri Ada Bhi» - Remix     | Rahat Fateh Ali Khan, Tulsi Kumar | Pritam          | Kumaar               | 03:50    |